# Café Sperl

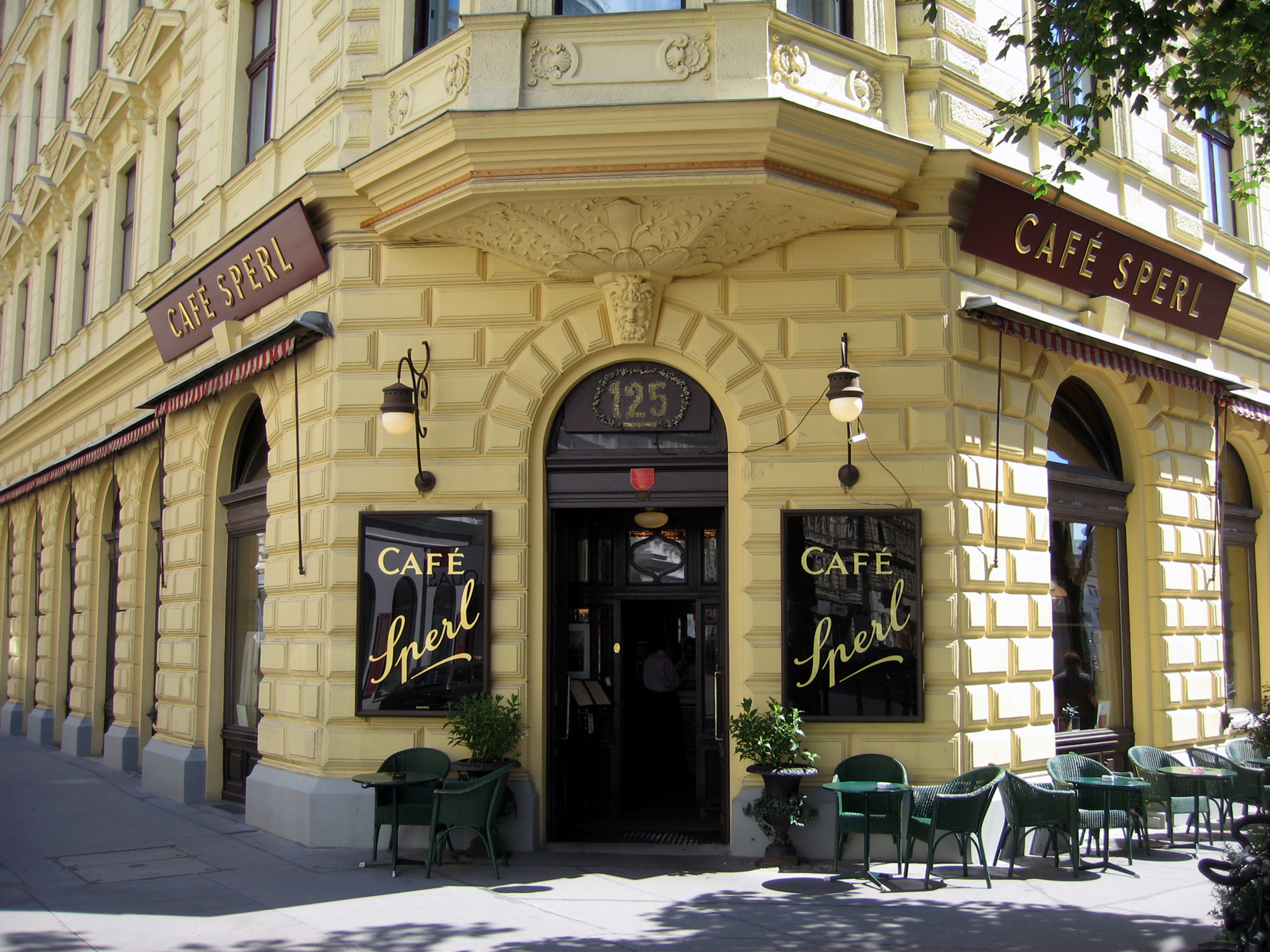
A fachada do Café Sperl.

O Café Sperl é um tradicional café vienense localizado no número 11 da rua Gumpendorfer, em Mariahilf (sexto distrito), em Viena, na Áustria. O café está no Registro Austríaco de Lugares Históricos.

## História
Jacob Ronacher fundou o café como Café Ronacher em 1880, num prédio no cruzamento da rua Gumpendorfer com a avenida Lehar. A decoração é um remanescente dos Ringstraßen-Cafés, com assoalho de tacos, móveis de madeira de Michael Thonet, mesas de mármore, lustres de cristal e mesas de bilhar. O prédio e a decoração interior foram desenhados pelos arquitetos Wilhelm Jelinek e Anton Groß. Logo no seu primeiro ano de funcionamento, Jacob vendeu o estabelecimento para a família Sperl, que o renomeou como Café Sperl. Em 1884, a propriedade do estabelecimento passou para Adolf Kratochwilla, que manteve o nome do café.
Antes da Primeira Guerra Mundial, a clientela era formada por membros dos círculos cultural e militar da cidade. Escritores, artistas, arquitetos, compositores, músicos e atores se misturavam aos oficiais militares da vizinha academia militar imperial e real, como o futuro líder do Exército Austro-Húngaro, Franz Conrad von Hötzendorf, e o arquiduque José Fernando. Outros frequentadores famosos eram Josef Hoffmann, Leo Kleinradl, Adolf Karpellus, Max Kurzweil, Koloman Moser, Joseph Maria Olbrich, Friedrich Pilz, Joseph Lewinsky, Alexander Girardi, Edmund Eysler, Richard Heuberger, Karl Millöcker e Franz Lehár. 
Em 1968, Manfred Staub comprou o café dos Kratochwillas. Ele reformou o café em 1983. Recentemente, o café ganhou vários prêmios: café austríaco do ano (1998), e grão de café dourado (2004). A lista de frequentadores atuais inclui Jörg Mauthe, Robert Menasse, Ana Tajder e Michael Köhlmeier. 

## Na mídia
O café foi mostrado:
- na minissérie The Winds of War (1983)
- no filme Before Sunrise (1995)
- num DVD de 2011 da Orquestra Filarmônica de Viena
- no filme Um Método Perigoso (2011).